# 淮安郡 (隋朝)
淮安郡，中国隋朝时始置的郡。
大业三年（607年）改显州置，治所在比阳县（今河南省泌阳县）。户四万六千八百四十，下领七县：比阳县、平氏县、真昌县、显冈县、临舞县、慈丘县、桐柏县。辖有今河南省泌阳、 桐柏、社旗三地。唐朝武德四年（621年）复为显州。天宝、至德时又曾改唐州为淮安郡。下辖比阳县、桐柏县、平氏县、慈丘县、湖阳县、泌阳县、方城县。
唐朝淮安郡太守
- 张九皋（天宝初年）
- 苏颜（天宝年间）
- 薛融（天宝年间）